# Prieuré de Woodbridge
Le prieuré de Woodbridge est un petit prieuré Augustin situé à Woodbridge en Angleterre dans le comté de Suffolk. Ce prieuré fut fondé en 1193 par Ernald Rufus et fut dissout vers 1537 durant la  Dissolution des monastères, ordonnée par Henri VIII d'Angleterre,. Le site fut donné à la famille Wingfield avant de passer à Thomas Seckford (en) en 1564. Le prieuré a fonctionné comme une dépendance de l'Hospice de la Rivière Orwell jusqu'en 1466,.
Actuellement le site est utilisé par l'école "Abbey school", pour les classes préparatoires pour Woodbridge School (en), qui fait partie de Seckford Trust (en).